# Liste der FIFA-Schiedsrichter
Die Liste der FIFA-Schiedsrichter enthält alle Fußballschiedsrichter, die von der FIFA dazu bemächtigt wurden, internationale Spiele zu leiten. Nicht aufgenommen sind Schiedsrichterassistenten sowie Futsal- und Beachsoccerschiedsrichter. Die Liste ist nach Geschlecht, Kontinentalverbänden und Staaten sortiert.

## Männer

### Asian Football Confederation(AFC)

#### Afghanistan
- Halim Aqa Sherzad (* 1992), international seit 2019

#### Australien
- Kurt Ams (* 1982), international seit 2019
- Jonathan Barreiro (* 1989), international seit 2019
- Chris Beath (* 1984), international seit 2011
- Daniel Elder, international seit 2022
- Shaun Evans (* 1987), international seit 2017
- Alireza Faghani (* 1978), international seit 2008
- Adam Kersey, international seit 2022
- Alexander King, international seit 2020

#### Bahrain
- Husain Ahmed Abdullaziz Alshowaikh, international seit 2023
- Mohamed Khaled Tarrar Mohamed Deham, international seit 2021
- Ismaeel Habib Ali Ismaeel (* 1984), international seit 2018
- Mohamed Jamal Nasir Abdulla Juma (* 1988), international seit 2018
- Ammar Mahfoodh (* 1986), international seit 2015
- Ahmed Mohamed Khalil Saad, international seit 2023

#### Bangladesch
- S. M. Jasim Akhter, international seit 2023
- Alomgir Alomgir, international seit 2021
- Nasir Uddin, international seit 2023

#### Bhutan
- Virendha Rai (* 1992), international seit 2019
- Pema Tshewang (* 1988), international seit 2014

#### Brunei
- Abdul Hakim Mohd Haidi (* 1989), international seit 2018
- Amdillah Zainuddin (* 1978), international seit 2016

#### China
- Fu Ming (* 1983), international seit 2014
- Gu Chunhan, international seit 2017
- Li Haixin, international seit 2020
- Ma Ning (* 1979), international seit 2011
- Shen Yinhao (* 1986), international seit 2018
- Wang Jing, international seit 2020
- Zhang Lei, international seit 2004

#### Hongkong
- Ho Wai Sing (* 1984), international seit 2011
- Lau Fong Hei (* 1984), international seit 2015
- Liu Kwok Man (* 1978), international seit 2008
- Ng Chiu Kok (* 1975), international seit 2004
- Tam Ping Wun (* 1988), international seit 2019

#### Indien
- Rowan Arumughan (* 1979), international seit 2009
- Pranjal Banerjee (* 1986), international seit 2014
- Srikrishna Coimbatore (* 1977), international seit 2010
- Rahul Kumar Gupta (* 1984), international seit 2019
- Tejas Nagvenkar (* 1986), international seit 2014
- Venkatesh Ramachandran (* 1991), international seit 2018

#### Indonesien
- Aprisman Aranda, international seit 2020
- Fariq Hitaba, international seit 2020
- Thoriq Alkatiri (* 1988), international seit 2014
- Yudi Nurcahya (* 1986), international seit 2018
- Dwi Purba Adi Wicaksana (* 1988), international seit 2015

#### Irak
- Wathik al-Baag (* 1982), international seit 2012
- Mohammed al-Noori (* 1987), international seit 2019
- Ali al-Qaysi (* 1977), international seit 2002
- Yousif Saeed Hasan (* 1987), international seit 2017
- Zaid Thamer Mohammed (* 1990), international seit 2016
- Mohanad Qasim Sarray (* 1980), international seit 2011

#### Iran
- Hassan Akrami (* 1984), international seit 2013
- Amir Arabbaraghi, international seit 2020
- Mooud Bonyadifard (* 1985), international seit 2013
- Bijan Heidari (* 1980), international seit 2015
- Payam Heidari (* 1987), international seit 2015
- Seyed Vahid Kazemi (* 1983), international seit 2018

#### Japan
- Yusuke Araki (* 1986), international seit 2017
- Jumpei Iida (* 1981), international seit 2011
- Hiroki Kasahara, international seit 2020
- Hiroyuki Kimura (* 1982), international seit 2014
- Ryūji Satō (* 1977), international seit 2009
- Minoru Tōjō (* 1976), international seit 2007
- Yūdai Yamamoto (* 1983), international seit 2011

#### Jemen
- Mokhtar Ahmed Mohammed al-Arami (* 1990), international seit 2018
- Haithm al-Walidi (* 1986), international seit 2015
- Waleed Khalofa (* 1988), international seit 2017
- Ameen Radman (* 1982), international seit 2015
- Furas Youdef (* 1986)

#### Jordanien
- Ahmed al-Ali (* 1987), international seit 2015
- Murad al-Zawahreh (* 1979), international seit 2011
- Mohammad Arafah (* 1982), international seit 2012
- Mohammad Ghabayen (* 1991), international seit 2019
- Ahmad Ibrahim (* 1985), international seit 2014
- Adham Makhadmeh (* 1986), international seit 2013

#### Kambodscha
- Samdy Chy (* 1988), international seit 2017
- Virak Khuon (* 1983), international seit 2010
- Bunthoeun Lim (* 1982), international seit 2014

#### Katar
- Abdulrahman al-Jassim (* 1987), international seit 2013
- Khamis al-Kuwari (* 1982), international seit 2012
- Khamis al-Marri (* 1984), international seit 2010
- Saoud Ali al-Adba (* 1986), international seit 2016
- Abdulla al-Marri (* 1992), international seit 2018
- Mohammed al-Shammari (* 1990), international seit 2019
- Salman Falahi (* 1990), international seit 2017

#### Kirgisistan
- Dajyrbek Abdyldajew (* 1993), international seit 2019
- Timur Faizullin (* 1982), international seit 2009
- Dmitri Maschenzew (* 1976), international seit 2004
- Kijemiddin Pirijew (* 1990), international seit 2016
- Denis Shalaev, international seit 2020

#### Kuwait
- Ahmad al-Ali (* 1984), international seit 2016
- Abdullah al-Kandari, international seit 2019
- Ammar Ashkanani (* 1985), international seit 2016
- Abdullah Jamali, international seit 2019
- Saad Khalefah, international seit 2019
- Ali Shaban (* 1974), international seit 2009

#### Laos
- Xaypaseth Phongsanit (* 1981), international seit 2007
- Souei Vongkham (* 1987), international seit 2015
- Khamsing Xaiyavongsy (* 1988), international seit 2015

#### Libanon
- Hussein Abo Yehia (* 1981), international seit 2013
- Shiekh Ahmad Alaeddin, international seit 2020
- Maher Alali (* 1986), international seit 2018
- Mohamad Darwich (* 1981), international seit 2013
- Mohamad Issa, international seit 2019
- Ali Reda (* 1979), international seit 2013

#### Macau
- Chan Chon, international seit 2018

#### Malaysia
- Razlan Joffri Bin Ali (* 1985), international seit 2018
- Mohammed Amirul Izwan bin Yaacob (* 1986), international seit 2012
- Nazmi Nasaruddin (* 1990), international seit 2016
- Suhaizi Shukri (* 1979), international seit 2011
- Tuan Mohammed Yaasin Tuan Mohammed Hanafiah, international seit 2020

#### Malediven
- Adam Fazeel (* 1990), international seit 2016
- Mohamed Javiz (* 1985), international seit 2016
- Hussain Sinan, international seit 2020

#### Mongolei
- Chasch-Erdene Bold (* 1987), international seit 2016
- Tümenbajar Doldschinsuren (* 1986), international seit 2012

#### Myanmar
- Soe Lin Aung (* 1985), international seit 2017
- Kyaw Zwall Lwin (* 1988), international seit 2018
- Thant Zin Oo (* 1983), international seit 2015
- Myat Thu (* 1990), international seit 2018

#### Nepal
- Kabin Byanjankar (* 1988), international seit 2018
- Nabindra Maharjan (* 1977), international seit 2016
- Sudish Pandey (* 1982), international seit 2011
- Shraban Kumar Tamang (* 1980), international seit 2018

#### Nordkorea
- Choe Kwang Hyon (* 1989), international seit 2015
- Kim Un Song (* 1992), international seit 2018
- O Un Chol (* 1989), international seit 2018
- Ryo Yu Song, international seit 2020

#### Oman
- Yaqoob Abdul Baki (* 1979), international seit 2010
- Qasim al-Hatmi (* 1990), international seit 2016
- Ahmed al-Kaf (* 1983), international seit 2012
- Mahmood Slim Said al-Majarafi (* 1987), international seit 2014
- Khalid Marhoun Sulaiman ash-Shaqsi (* 1983), international seit 2015
- Omar al-Yaqoubi (* 1987), international seit 2013

#### Pakistan
- Adrian Anjum (* 1989), international seit 2018
- Ul-Haq Irshad, international seit 2012
- Muhammad Ahmad Rauf (* 1991), international seit 2017

#### Palästina
- Baraa Aisha (* 1990), international seit 2016
- Sameh Alqassass (* 1985), international seit 2016
- Muath Owfi, international seit 2020

#### Philippinen
- Clifford Daypuyat (* 1988), international seit 2014
- Steve Supresecia (* 1980), international seit 2011
- Linjun Talaver (* 1980), international seit 2016

#### Saudi-Arabien
- Mohammed al-Hoish (* 1986), international seit 2014
- Faisal Sulaiman al-Balawi, international seit 2019
- Sultan Sanat L al-Harbi (* 1986), international seit 2017
- Shukri al-Hunfosh (* 1985), international seit 2015
- Turki al-Khudair (* 1980), international seit 2014
- Majed Mohammed H al-Shamrani, international seit 2019
- Khalid al-Turais (* 1987), international seit 2016

#### Singapur
- Muhammad Taqi (* 1986), international seit 2012
- Chuan Hui Foo (* 1983), international seit 2014
- Ahmad bin Ahmad al-Badowe (* 1987), international seit 2013
- Nathan Rong De Chan (* 1991), international seit 2017
- Letchman Gopala Krishnan (* 1990), international seit 2017

#### Sri Lanka
- Gamini Nivon (* 1984), international seit 2010
- Mohomad Irshad Jamaldeen Farook, international seit 2018
- Hettikamkanamge Perera (* 1978), international seit 2004
- Ashantha Priyadhashana Dias Ponhen Hadeege (* 1983), international seit 2015
- Kasun Lakmal Weerakkody Weerakkodykarage (* 1989), international seit 2016

#### Südkorea
- Chae Sang-hyeop (* 1989), international seit 2018
- Choi Hyun-jai, international seit 2020
- Kim Dae-yong (* 1982), international seit 2012
- Kim Hee-gon (* 1985), international seit 2013
- Kim Jong-hyeok (* 1983), international seit 2009
- Kim Woo-sung (* 1987), international seit 2016
- Ko Hyung-jin (* 1982), international seit 2009

#### Syrien
- Hanna Hattab (* 1989), international seit 2015
- Mohammed Kanah, international seit 2020
- Mohamad Karram (* 1989), international seit 2016
- Wisam Rabie (* 1985), international seit 2018
- Feras Taweel (* 1983), international seit 2011
- Masoud Tufaylieh (* 1977), international seit 2010

#### Tadschikistan
- Khurshed Dadoboev, international seit 2019
- Sadullo Gulmurodi (* 1990), international seit 2017
- Nasrullo Kabirow (* 1985), international seit 2013
- Sayyodjon Zayniddinov (* 1987), international seit 2013

#### Taiwan
- Chen Hsin-chuan (* 1987), international seit 2015
- Kuo Chia-hao, international seit 2020
- Yu Ming-hsun (* 1974), international seit 2002

#### Thailand
- Songkran Bunmeekiart, international seit 2019
- Wiwat Jumpaoon (* 1989), international seit 2018
- Mongkolchai Pechsri (* 1981), international seit 2010
- Sivakorn Pu-udom (* 1987), international seit 2013
- Warintorn Sassadee (* 1986), international seit 2016
- Torphong Somsing, international seit 2019

#### Turkmenistan
- Arslan Goshanow, international seit 2017
- Tscharymurat Kurabnow (* 1977), international seit 2002
- Resul Mammedow, international seit 2020
- Alibek Sapajew (* 1987), international seit 2012

#### Usbekistan
- Aziz Asimov (* 1981), international seit 2013
- Sherzod Qosimov (* 1988), international seit 2014
- Valentin Kovalenko (* 1975), international seit 2002
- Rustam Lutfullin, international seit 2020
- Jasur Mukhtarov, international seit 2019
- Akhrol Riskullaev (* 1985), international seit 2017
- Ilgiz Tantashev (* 1984), international seit 2013

#### Vereinigte Arabische Emirate
- Omar al-Ali (* 1988), international seit 2015
- Yaqoub al-Hammadi (* 1981), international seit 2015
- Ammar al-Jeneibi (* 1982), international seit 2011
- Yahya al-Mulla, international seit 2020
- Adel al-Naqbi (* 1982), international seit 2016
- Ahmed Eisa Mohamed Darwish, international seit 2020
- Mohammed Abdullah Hassan Mohammed (* 1978), international seit 2010

#### Vietnam
- Hoàng Ngoc Ha (* 1983), international seit 2010
- Ngô Duy Lân (* 1984), international seit 2017

### Confédération Africaine de Football(CAF)

#### Ägypten
- Mohamed Hussien (* 1978), international seit 2018
- Ibrahim Aly el-Said (* 1979), international seit 2014
- Ahmed el-Ghandour (* 1985), international seit 2018
- Ghead Grisha (* 1976), international seit 2008
- Mohamed Marouf (* 1986), international seit 2014
- Amin Mohamed Amin Mohamed Omar (* 1985), international seit 2017
- Mahmoud Zakaria Mohamed (* 1981), international seit 2014

#### Algerien
- Mehdi Abid Charef (* 1980), international seit 2011
- Lotfi Bekouassa (* 1987), international seit 2016
- Lahlou Benbraham (* 1986), international seit 2016
- Houssam Benyahia, international seit 2023
- Nabil Boukhalfa (* 1987), international seit 2017
- Youcef Gamouh, international seit 2022
- Mustapha Ghorbal (* 1985), international seit 2014
- Djaouad Abdelmoumene, international seit 2023

#### Angola
- Ailton Jeovani Quissanga Carmelino, international seit 2023
- Jose Alvaro Clemente Chitumba (* 1983), international seit 2017
- Antonio Caluassi Dungula (* 1988), international seit 2017
- Joao Goma (* 1978), international seit 2013
- Paulo Moreira Sergio (* 1985), international seit 2017

#### Äquatorialguinea
- Liberato Nve Esimi Avomo, international seit 2019
- Joaquin Ela Esono (* 1985), international seit 2013
- Martin Ngomo Ayingono, international seit 2020
- Jacinto Ondo Ondo Nchama, international seit 2020

#### Äthiopien
- Haileyesus Bazezew, international seit 2012
- Biruk Yamanabran Kassaun (* 1983), international seit 2015
- Tewodros Mitiku (* 1984), international seit 2018
- Lemma Nigussie (* 1983), international seit 2014
- Belay Tadesse (* 1986), international seit 2014
- Bamlak Tessema, international seit 2009
- Amanuel Haleselass Worku (* 1984), international seit 2015

#### Benin
- Dedjinnanchi Tanislas Ahomlanto, international seit 2020
- Djindo Louis Houngnandande (* 1985), international seit 2017
- Daniel Luc Kassa, international seit 2020
- Adissa Abdul Raphiou Ligali (* 1985), international seit 2016
- Issa Mouhamed, international seit 2020

#### Botswana
- Joshua Bondo (* 1978), international seit 2007
- Keabetswe Dintwa, international seit 2019
- Tshepo Mokani Gobagoba (* 1982), international seit 2016
- Tirelo Mositwane, international seit 2020

#### Burkina Faso
- Benoit Bado, international seit 2021
- Hamidou Diero, international seit 2019
- Vincent Kabore, international seit 2020
- Jean Ouattara (* 1985), international seit 2015

#### Burundi
- Rodrigue Bigirimana, international seit 2023
- Georges Gatogato, international seit 2015
- Bertrand Manirakiza, international seit 2023
- Pacifique Ndabihawenimana, international seit 2013

#### DR Kongo
- Justin Azanga Kalamba (* 1991), international seit 2017
- Numbi Pierre Kibingo (* 1986), international seit 2015
- Tanguy Lopembe Tangi (* 1982), international seit 2017
- Kabanga Yannick Malala (* 1988), international seit 2015
- Jean-Jacques Ndala, international seit 2013
- Jean Pierre Tshiamala Kabangu (* 1988), international seit 2016

#### Dschibuti
- Souleiman Ahmed Djama (* 1986), international seit 2015
- Mohamed Diraneh Guedi (* 1989), international seit 2018
- Nasser Houssein Mahamoud, international seit 2020
- Saddam Houssein Mansour (* 1992), international seit 2018

#### Elfenbeinküste
- Kouassi Frédéric François Biro (* 1984), international seit 2015
- Roland Danon (* 1978), international seit 2016
- Clement Franklin Kpan, international seit 2020
- Allou Franc Eric Miessan (* 1984), international seit 2016
- Bienvenu Sinko (* 1980), international seit 2012
- Ibrahim Kalilou Traoré (* 1983), international seit 2018
- Patrick Tanguy Vlei, international seit 2020

#### Eritrea
- Yemane Asfaha Gebremedhin (* 1979), international seit 2013
- Tsegay Mogos Teklu (* 1984), international seit 2018
- Idris Osman Mohammed, international seit 2019
- Yonas Zekarias Ghebre (* 1985), international seit 2016

#### Eswatini
- Njabulo Thembinkosi Dlamini, international seit 2019
- Thokozani Dlamini, international seit 2020
- Thulani Sibandze (* 1985), international seit 2012
- Celumusa Siphepho, international seit 2020

#### Gabun
- Pierre Atcho (* 1992), international seit 2018
- Isidore Essono Nze (* 1985), international seit 2016
- Gauthier Marc Mihindou Mbina (* 1985), international seit 2015
- Eric Otogo-Castane (* 1976), international seit 2011

#### Gambia
- Baboucarr Alhasan Bass, international seit 2019
- Bakary Gassama (* 1979), international seit 2008
- Maudo Jallow (* 1979), international seit 2009
- Lamin N Jammeh, international seit 2019
- Omar Sallah (* 1982), international seit 2013

#### Ghana
- Adaari Abdul Latif (* 1988), international seit 2017
- Charles Benle Bulu, international seit 2019
- Daniel Laryea (* 1987), international seit 2014
- Abdul Latif Qadiri, international seit 2019
- Benjamin Kwame Sefah, international seit 2019
- George Mawuli Vormawah, international seit 2019

#### Guinea
- Younoussa Tawel Camara (* 1990), international seit 2018
- Ousmane Camara (* 1983), international seit 2013
- Bangaly Konate (* 1987), international seit 2018
- Abdoulaye Manet, international seit 2020
- Ahmed Touré (* 1978), international seit 2005

#### Guinea-Bissau
- Gilberto dos Santos (* 1982), international seit 2012
- Reinaldo Domingos Barbosa (* 1982), international seit 2015
- Bonifácio Júlio da Silva (* 1983), international seit 2015

#### Kamerun
- Sidi Alioum (* 1982), international seit 2008
- Franck Jeannot Bito, international seit 2019
- Antoine Effa (* 1983), international seit 2013
- Douglas Kouete Lemouchele (* 1989), international seit 2018
- Justus Mbelle Mbelle (* 1985), international seit 2018
- Mal Mohamadou (* 1979), international seit 2008
- Blaise Yuven Ngwa (* 1982), international seit 2017
- Christian Simphorien Nkamba Drid, international seit 2019

#### Kap Verde
- Lenine Dos Santos Rocha, international seit 2016
- Fabricio Duarte (* 1987), international seit 2014
- António Rodrigues (* 1982), international seit 2009

#### Kenia
- Israel Mpaima (* 1988), international seit 2014
- Anthony Ogwayo (* 1976), international seit 2012
- Davies Omweno (* 1984), international seit 2010
- Andrew Otieno (* 1979), international seit 2014
- Peter Waweru (* 1982), international seit 2017

#### Komoren
- Ali Adelaid (* 1983), international seit 2009
- Soulaimane Ansudane (* 1983), international seit 2010
- Athoumani Mohamed, international seit 2019

#### Kongo
- Fitial Charel Just Kokolo (* 1988), international seit 2015
- Jean Pierre Nguiene Bissila, international seit 2019
- Messie Nkounkou (* 1986), international seit 2012
- Lazard Tsiba (* 1980), international seit 2009

#### Lesotho
- Osiase Koto (* 1985), international seit 2010
- Lebalang Martin Mokete (* 1989), international seit 2016
- Retselisitsoe David Molise (* 1986), international seit 2016

#### Liberia
- Hassen Corneh (* 1988), international seit 2017
- Moses Forkpah, international seit 2020
- George S. Rogers Jr. (* 1987), international seit 2016
- Jerry Yekeh (* 1980), international seit 2009

#### Libyen
- Shuhoub Abdulbasit, international seit 2020
- Abdulrazg Ahmed, international seit 2020
- Abdulwahid Huraywidah (* 1986), international seit 2018
- Mutaz Ibrahim, international seit 2019
- Agha Mohamed, international seit 2020
- Elmabrouk Muhammad, international seit 2020

#### Madagaskar
- Abdoul Kanoso (* 1982), international seit 2009
- Njaka Lovasoa Raharimanantsoa, international seit 2019
- Andofetra Rakotojaona (* 1986), international seit 2014
- Ibrahim Ben Tsimanohitsy (* 1985), international seit 2018

#### Malawi
- Gift Chicco, international seit 2019
- Ishmael Chizinga (* 1983), international seit 2017
- Godfrey Nkhakananga, international seit 2019
- Easter Bright Kalikokha Zimba, international seit 2020

#### Mali
- Harouna Coulibaly (* 1981), international seit 2014
- Ousmane Diakité, international seit 2020
- Gaoussou Kane (* 1980), international seit 2017
- Mahamadou Keita (* 1983), international seit 2011
- Sory Ibrahima Keita, international seit 2020
- Abdoulaye Sissoko (* 1980), international seit 2017
- Boubou Traoré (* 1980), international seit 2014

#### Marokko
- Noureddine el-Jaafari (* 1978), international seit 2013
- Samir Guezzaz (* 1980), international seit 2016
- Jalal Jayed, international seit 2019
- Redouane Jiyed (* 1979), international seit 2009
- Karim Sabry (* 1980), international seit 2018
- Hicham Tiazi (* 1975), international seit 2010
- Adil Zourak (* 1978), international seit 2015

#### Mauretanien
- Abdel Aziz Bouh, international seit 2019
- Dahane Beida (* 1991), international seit 2018
- Mathioro Diabel (* 1985), international seit 2017
- Moussa Diou, international seit 2020
- Babacar Sarr (* 1987), international seit 2016

#### Mauritius
- Ganesh Chutooree (* 1981), international seit 2010
- Ahmad Imtehaz Heeralall (* 1982), international seit 2016
- Dharamveer Hurbungs (* 1979), international seit 2012
- Patrice Milazare, international seit 2019

#### Mosambik
- Artur Adriano Alfinar, international seit 2020
- Celso Alvacao (* 1989), international seit 2017
- Zefanias Chijamela (* 1989), international seit 2015
- Simoes Bernardo Guambe (* 1985), international seit 2017

#### Namibia
- Jonas Shongedi (* 1985), international seit 2013
- Nehemia Shifeleni Shoovaleka (* 1987), international seit 2018

#### Niger
- Zakari Adamou Oumarou (* 1987), international seit 2018
- Moussa Ahamadou Alou, international seit 2019
- Mohamed Ali Moussa (* 1992), international seit 2018
- Ali Gagare Mahaman Maaroufou, international seit 2020

#### Nigeria
- Abubakar Abdullahi (* 1992), international seit 2018
- Quadri Ololade Adebimpe (* 1990), international seit 2016
- Salisu Basheer (* 1990), international seit 2016
- Grema Mohammed, international seit 2020
- Abubakar Nurudeen, international seit 2019
- Joseph Odey Ogabor (* 1987), international seit 2017
- Ferdinand Udoh (* 1987), international seit 2013

#### Ruanda
- Louis Hakizimana (* 1979), international seit 2012
- Jean Claude Ishimwe (* 1989), international seit 2015
- Nsoro Ruzindana, international seit 2016
- Abdoul Karim Twagirumukiza (* 1985), international seit 2013
- Samuel Uwikunda (* 1987), international seit 2017

#### Sambia
- Mathews Moonje Hamalila, international seit 2019
- Derrick Kasokota Kafuli (* 1979), international seit 2018
- Audrick Nkole (* 1984), international seit 2018
- Janny Sikazwe (* 1979), international seit 2007

#### São Tomé und Príncipe
- Santillan da Costa dos Santos, international seit 2019
- Auladyo dos Santos Pariz (* 1987), international seit 2018
- Esterline Gonçalves Género (* 1981), international seit 2016

#### Senegal
- Adalbert Diouf, international seit 2019
- Daouda Guèye (* 1983), international seit 2011
- Maguette N'Diaye (* 1986), international seit 2011
- Alioune Sow Sandigui (* 1983), international seit 2014
- Elhadji Amadou Sy, international seit 2019
- Issa Sy (* 1984), international seit 2015

#### Seychellen
- Eldrick Adelaide, international seit 2020
- Bernard Camille (* 1975), international seit 2011
- Egbert Yvon Havelock, international seit 2019
- Darrio Landry, international seit 2020

#### Sierra Leone
- Raymond Coker (* 1982), international seit 2010
- Bangura Swahib, international seit 2020
- Daudu Williams (* 1980), international seit 2009

#### Simbabwe
- Brighton Chimene, international seit 2019
- Norman Matemera (* 1982), international seit 2010
- Prince Mathumo, international seit 2020
- Lawrence Zimondi, international seit 2016

#### Somalia
- Omar Abdulkadir Artan (* 1992), international seit 2018
- Hassan Mohamed Hagi (* 1988), international seit 2014
- Ahmed Hassan Hussein, international seit 2020

#### Südafrika
- Luxolo Badi, international seit 2020
- Victor Gomes (* 1982), international seit 2011
- Tshidiso Joy Maruping, international seit 2020
- Eugine Nkosinathi Mdluli, international seit 2019
- Thando Ndzandzeka (* 1979), international seit 2017
- Abongile Tom, international seit 2020

#### Sudan
- Adel Mukhtar Adam (* 1986), international seit 2016
- Samoal Mohammed Elfatih Zaieda, international seit 2020
- Elsiddig Mohamed Eltreefe (* 1988), international seit 2017
- Sabri Mohamed Fadul (* 1985), international seit 2015
- Mahmood Ali Mahmood Ismail (* 1988), international seit 2015
- Mutaz Khairalla (* 1976), international seit 2012
- El Fadil Mohamed (* 1976), international seit 2008

#### Südsudan
- Alier Michael James (* 1984), international seit 2015
- Ring Nyier Akech Malong (* 1987), international seit 2015

#### Tansania
- Emmanuel Alphonce Mwandembwa (* 1983), international seit 2018
- Mfaume Ali Nassoro (* 1984), international seit 2015
- Martin Elifas Saanya (* 1984), international seit 2017
- Hery Ally Sasii (* 1988), international seit 2017

#### Togo
- Komlanvi Aklassou, international seit 2019
- Kouassi Attisso Attiogbe (* 1984), international seit 2015
- Yelebodom Gado Mawabwe Bodjona, international seit 2019
- Aklesso Gnama, international seit 2019

#### Tschad
- Pousri Armi Alfred (* 1990), international seit 2017
- Ahmat Amara Hassane (* 1988), international seit 2017
- Alhadi Mahamat (* 1986), international seit 2012
- Abdelkerim Ousmane, international seit 2020

#### Tunesien
- Slim Belkhouas (* 1979), international seit 2013
- Mohamed Yousri Bouali, international seit 2019
- Youssef Essrayri (* 1977), international seit 2012
- Haythem Guirat (* 1990), international seit 2016
- Naim Hosni, international seit 2020
- Mehrez Melki, international seit 2019
- Sadok Selmi (* 1984), international seit 2016

#### Uganda
- Ronald Madanda, international seit 2020
- Alex Muhabi (* 1984), international seit 2014
- William Oloya (* 1988), international seit 2018
- Ali Sabilla (* 1987), international seit 2015
- Mashood Ssali (* 1986), international seit 2014

#### Zentralafrikanische Republik
- Prince Dongombe (* 1980), international seit 2009
- André Onesime Kolissala Mbangui (* 1989), international seit 2015
- Merveil Melvin Mandekouzou Vendafara, international seit 2019
- Paterene Martinien Ouaboe, international seit 2020

### Confederation of North, Central America and Caribbean Association Football(CONCACAF)

#### Antigua und Barbuda
- Ken Pennyfeather (* 1986), international seit 2023

#### Aruba
- Ricangel de Leça (* 1981), international seit 2015

#### Cayman-Inseln
- Benjamin Whitty (* 1983), international seit 2020

#### Costa Rica
- Juan Gabriel Calderón (* 1987), international seit 2017
- David Gómez, international seit 2022
- Keylor Herrera, international seit 2019
- Ricardo Montero (* 1986), international seit 2011
- Benjamín Pineda, international seit 2019
- Josué Ugalde, international seit 2023

#### Curaçao
- Norberto da Silva, international seit 2023

#### Dominikanische Republik
- Adonis Carrasco (* 1993), international seit 2023
- Randy Encarnación, international seit 2019

#### El Salvador
- Iván Barton (* 1991), international seit 2018
- Ismael Cornejo (* 1987), international seit 2016
- Jaime Alfredo Herrera (* 1987), international seit 2016 -->
- Filiberto Martínez, international seit 2023

#### Grenada
- Reon Radix, international seit 2018

#### Guatemala
- Mario Escobar (* 1986), international seit 2013
- Ignacio Fuentes, international seit 2023
- Walter López (* 1980), international seit 2006
- Bryan López (* 1988), international seit 2017
- Julio Luna (* 1992), international seit 2022
- Sergio Reyna (* 1984), international seit 2017

#### Guyana
- Shavin Greene, international seit 2023

#### Haiti
- Carl-Henry Elie (* 1991), international seit 2018
- Patrick Senecharles (* 1984), international seit 2018

#### Honduras
- Selvin Brown, international seit 2020
- Raúl Castro (* 1982), international seit 2011
- Jefferson Escobar, international seit 2023
- Said Martínez (* 1991), international seit 2017
- Melvin Matamoros (* 1978), international seit 2014
- Nelson Salgado, international seit 2019

#### Jamaika
- Steffon Dewar (* 1980), international seit 2022
- Christopher Mason, international seit 2023
- Oshane Nation (* 1991), international seit 2018
- Okeito Nicholson (* 1972), international seit 2023
- Daneon Parchment (* 1981), international seit 2017

#### Kanada
- Drew Fischer (* 1980), international seit 2015
- Pierre-Luc Lauzière (* 1985), international seit 2021

#### Kuba
- Yadel Martínez (* 1985), international seit 2013

#### Mexiko
- Víctor Cáceres (* 1986), international seit 2023
- Adonai Escobedo, international seit 2019
- Fernando Guerrero (* 1981), international seit 2014
- Fernando Hernández (* 1983), international seit 2018
- Diego Montaño, international seit 2019
- Marco Ortíz (* 1988), international seit 2018
- Guillermo Pacheco (* 1995), international seit 2023
- Jorge Pérez (* 1980), international seit 2014
- Daniel Quintero, international seit 2023
- César Arturo Ramos (* 1983), international seit 2014
- Luis Enrique Santander (* 1983), international seit 2015

#### Panama
- Oliver Vergara, international seit 2019

#### Puerto Rico
- José Torres, international seit 2019

#### St. Kitts und Nevis
- Tristley Bassue (* 1985), international seit 2015
- Reginald Gumbs, international seit 2023
- Trevester Richards (* 1981), international seit 2018
- Kimbell Ward (* 1983), international seit 2013

#### St. Vincent und die Grenadinen
- Moeth Gaymes (* 1985), international seit 2014

#### Suriname
- Sergio Rozenhout, international seit 2023

#### Trinidad und Tobago
- Kwinsi Williams, international seit 2023

#### Vereinigte Staaten
- Joseph Dickerson (* 1987), international seit 2023
- Ismail Elfath (* 1982), international seit 2016
- Nima Saghafi, international seit 2020
- Rubiel Vazquez, international seit 2020
- Armando Villarreal (* 1986), international seit 2015

### Confederação Sul-Americana de Futebol(CONMEBOL)

#### Argentinien
- Pablo Gaston Echavarria, international seit 2022
- Fernando David Espinoza (* 1983), international seit 2016
- Yael Falcón, international seit 2022
- Dario Humberto Herrera (* 1985), international seit 2015
- Nicolas Lamolina, international seit 2020
- Andres Luis Merlos, international seit 2020
- Maximiliano Nicolas Ramirez, international seit 2023
- Fernando Rapallini (* 1978), international seit 2014
- Leandro Ezequiel Rey Hilfer, international seit 2023
- Facundo Raul Tello Figueroa, international seit 2019

#### Bolivien
- Crhistian Jordy Aleman Peralta, international seit 2020
- Gaad David Florez Ramirez, international seit 2023
- Juan Nelio García Salvatierra (* 1982), international seit 2015
- Ivo Nigel Mendez Chavez (* 1991), international seit 2017
- Hostin Prado Villarroel, international seit 2023
- Dilio Yfrain Rodriguez Suarez, international seit 2020
- Gery Vargas (* 1981), international seit 2012

#### Brasilien
- Ramon Abatti Abel, international seit 2023
- Bruno Arleu de Araujo, international seit 2020
- Raphael Claus (* 1979), international seit 2015
- Anderson Daronco (* 1981), international seit 2015
- Wagner Nascimento Magalhaes (* 1979), international seit 2017
- Savio Pereira Sampaio, international seit 2022
- Flavio Rodrigues de Souza, international seit 2020
- Wilton Sampaio (* 1981), international seit 2013
- Braulio Silva, international seit 2019
- Paulo Cesar Zanovelli da Silva, international seit 2023

#### Chile
- Julio Bascuñán (* 1978), international seit 2011
- Eduardo Gamboa (* 1976), international seit 2003
- Cristian Marcelo Garay Reyes, international seit 2019
- Felipe Andres Gonzalez Alveal, international seit 2019
- Angelo Hermosilla Baeza, international seit 2020
- Piero Daniel Maza Gomez (* 1984), international seit 2018
- Roberto Tobar (* 1978), international seit 2011

#### Ecuador
- Augusto Bergelio Aragon Bautista, international seit 2020
- Franklin Andres Congo Viteri, international seit 2019
- Guillermo Enrique Guerrero Alcivar (* 1985), international seit 2017
- Carlos Orbe (* 1982), international seit 2013
- Luis Eduardo Quiroz Prado (* 1986), international seit 2017
- Roberto Paul Sánchez Rodríguez (* 1986), international seit 2018
- Marlon Gregorio Vera Solis, international seit 2020

#### Kolumbien
- Carlos Andres Betancur Gutierrez (* 1981), international seit 2018
- Nicolás Gallo (* 1986), international seit 2018
- Carlos Mario Herrera Bernal (* 1988), international seit 2018
- Jhon Alexander Ospina Londono, international seit 2019
- Andrés Rojas (* 1984), international seit 2017
- Wilmar Roldán (* 1980), international seit 2008
- Bismarks Elias Santiago Pitalua, international seit 2019

#### Paraguay
- Éber Aquino Gaona (* 1979), international seit 2016
- Juan Gabriel Benitez Mareco, international seit 2019
- Mario Díaz de Vivar (* 1983), international seit 2013
- Derlis Fabian Lopez Lopez, international seit 2019
- Juan Eduardo Lopez Torres, international seit 2020
- José Natanael Méndez Acosta (* 1983), international seit 2016
- Arnaldo Ariel Samaniego Cantero (* 1983), international seit 2017

#### Peru
- Joel Alonso Alarcón Limo (* 1981), international seit 2016
- Víctor Carrillo (* 1975), international seit 2005
- Michael Espinoza Valles (* 1987), international seit 2016
- Diego Haro (* 1982), international seit 2013
- Edwin Rodrigo Ordonez Medina, international seit 2020
- Kevin Paolo Ortega Pimentel, international seit 2019
- Miguel Ángel Santivañez de la Cruz (* 1977), international seit 2012

#### Uruguay
- Andrés Cunha (* 1976), international seit 2013
- Daniel Fedorczuk (* 1976), international seit 2011
- Christian Ferreyra (* 1978), international seit 2013
- Leodan Frankin González Cabrera (* 1983), international seit 2016
- Andrés Matias Matonte Cabrera, international seit 2019
- Esteban Ostojich (* 1982), international seit 2016
- Gustavo Adrian Tejera Capo (* 1988), international seit 2018

#### Venezuela
- José Argote (* 1980), international seit 2008
- Angel Antonio Arteaga Cabriales, international seit 2019
- Orlando David Bracamonte Dudamel, international seit 2019
- Alexis Adrian Herrera Hernandez (* 1989), international seit 2017
- Juan Soto (* 1977), international seit 2005
- Jesús Valenzuela (* 1983), international seit 2013

### Oceania Football Confederation(OFC)

#### Neukaledonien
- Médéric Lacour (* 1983), international seit 2016

#### Neuseeland
- Matthew Conger (* 1978), international seit 2013
- Campbell-Kirk Kawana-Waugh (* 1988), international seit 2018
- Nick Waldron (* 1982), international seit 2007

#### Papua-Neuguinea
- David Yareboinen (* 1990), international seit 2013

#### Salomonen
- George Time (* 1984), international seit 2010

#### Tahiti
- Norbert Hauata (* 1979), international seit 2008
- Abdelkader Zitouni (* 1981), international seit 2012

#### Vanuatu
- Joel Hopken (* 1981), international seit 2007

### Union of European Football Associations(UEFA)

#### Albanien
- Eldorjan Hamiti (* 1983), international seit 2018
- Enea Jorgji (* 1984), international seit 2002
- Juxhin Xhaja (* 1990), international seit 2018

#### Andorra
- Antoine Paul Chiaramonti, international seit 2023
- Luis Miguel do Nascimento Teixeira (* 1987), international seit 2017

#### Armenien
- Ashot Ghaltakhchyan, international seit 2021
- Sawen Howhannisjan (* 1980), international seit 2006
- Henrik Nalbandyan, international seit 2021

#### Aserbaidschan
- Əliyar Ağayev (* 1987), international seit 2013
- Rauf Jabarov, international seit 2019
- Elchin Masiyev, international seit 2021

#### Belarus
- Dzmitry Dzmitryieu, international seit 2020
- Amine Kourgheli, international seit 2020
- Aljaksej Kulbakou (* 1979), international seit 2005
- Viktar Shymusik, international seit 2020

#### Belgien
- Lothar Dhondt, international seit 2023
- Erik Lambrechts (* 1984), international seit 2014
- Jonathan Lardot (* 1984), international seit 2012
- Bram Van Driessche, international seit 2019
- Nathan Verboomen, international seit 2019
- Jasper Vergoote, international seit 2023
- Lawrence Visser (* 1989), international seit 2017

#### Bosnien und Herzegowina
- Antoni Bandić, international seit 2023
- Luka Bilbija, international seit 2021
- Miloš Gigović, international seit 2022
- Irfan Peljto (* 1984), international seit 2015

#### Bulgarien
- Volen Chinkow (* 1983), international seit 2018
- Georgi Davidov, international seit 2021
- Dragomir Draganow, international seit 2020
- Radoslav Gidzhenov, international seit 2023
- Georgi Kabakow (* 1986), international seit 2013
- Nikola Popow (* 1983), international seit 2012

#### Dänemark
- Jørgen Daugbjerg Burchardt (* 1982), international seit 2016
- Jakob Kehlet (* 1980), international seit 2011
- Peter Kjærsgaard-Andersen (* 1984), international seit 2016
- Mads-Kristoffer Kristoffersen (* 1983), international seit 2013
- Morten Krogh, international seit 2019
- Jens Maae (* 1982), international seit 2014
- Michael Tykgaard (* 1977), international seit 2012

#### Deutschland
- Florian Badstübner (* 1991), international seit 2025
- Sven Jablonski (* 1990), international seit 2022
- Matthias Jöllenbeck (* 1987), international seit 2025
- Harm Osmers (* 1985), international seit 2020
- Daniel Schlager (* 1989), international seit 2022
- Robert Schröder (* 1985), international seit 2023
- Daniel Siebert (* 1984), international seit 2015
- Sascha Stegemann (* 1984), international seit 2019
- Tobias Stieler (* 1981), international seit 2014
- Felix Zwayer (* 1981), international seit 2012

#### England
- Stuart Attwell (* 1982), international seit 2009
- David Coote, international seit 2020
- Chris Kavanagh, international seit 2019
- Andrew Madley, international seit 2020
- Michael Oliver (* 1985), international seit 2012
- Craig Pawson (* 1979), international seit 2015
- Anthony Taylor (* 1978), international seit 2013
- Paul Tierney (* 1980), international seit 2018

#### Estland
- Juri Frischer (* 1984), international seit 2016
- Roomer Tarajev (* 1980), international seit 2015
- Kristo Tohver (* 1981), international seit 2010

#### Färöer
- Kári á Høvdanum (* 1990), international seit 2018
- Alex de Albuquerque Troleis (* 1980), international seit 2016

#### Finnland
- Mattias Gestranius (* 1978), international seit 2009
- Kaarlo Oskari Haemaelaeinen, international seit 2019
- Antti Munukka (* 1982), international seit 2010
- Ville Nevalainen (* 1984), international seit 2014
- Petri Juhani Viljanen (* 1987), international seit 2018

#### Frankreich
- Karim Abed (* 1988), international seit 2018
- Benoît Bastien (* 1983), international seit 2014
- Jerome Brisard (* 1986), international seit 2018
- Ruddy Buquet (* 1977), international seit 2011
- Willy Delajod (* 1992), international seit 2020
- Amaury Delerue (* 1977), international seit 2015
- Francois Letexier (* 1989), international seit 2017
- Benoît Millot (* 1982), international seit 2014
- Clément Turpin (* 1982), international seit 2010

#### Georgien
- Goga Kikatscheischwili, international seit 2020
- Giorgi Kruaschwili (* 1986), international seit 2010
- Giorgi Wadatschkoria (* 1977), international seit 2007

#### Gibraltar
- Jason Lee Barcelo, international seit 2017

#### Griechenland
- Aristotelis Diamantopoulos, international seit 2019
- Georgios Kominis (* 1980), international seit 2016
- Ioannis Papadopoulos (* 1982), international seit 2018
- Anastasios Papapetrou (* 1985), international seit 2016
- Anastasios Sidiropoulos (* 1979), international seit 2011
- Emmanouil Skoulas, international seit 2019
- Athanasios Tzilos, international seit 2019

#### Irland
- Neil Doyle (* 1978), international seit 2011
- Robert Harvey (* 1988), international seit 2016
- Robert Hennessy (* 1990), international seit 2017
- Paul McLaughlin (* 1979), international seit 2014

#### Island
- Þorvaldur Árnason (* 1982), international seit 2010
- Helgi Mikael Jonasson, international seit 2019
- Ivar Orri Kristjansson (* 1989), international seit 2018
- Vilhjálmur Alvar Þórarinsson (* 1985), international seit 2015

#### Israel
- Yigal Frid (* 1992), international seit 2018
- David Fuxman, international seit 2020
- Orel Grinfeld (* 1981), international seit 2012
- Gal Leibovitz, international seit 2019
- Roi Reinshreiber (* 1980), international seit 2014
- Eitan Shumuelevitz (* 1978), international seit 2012

#### Italien
- Marco di Bello (* 1981), international seit 2018
- Daniele Chiffi (* 1984), international seit 2022
- Daniele Doveri (* 1977), international seit 2018
- Michael Fabbri, international seit 2019
- Marco Guida (* 1981), international seit 2014
- Massimiliano Irrati (* 1979), international seit 2017
- Fabio Maresca, international seit 2020
- Maurizio Mariani, international seit 2019
- Davide Massa (* 1981), international seit 2014
- Daniele Orsato (* 1975), international seit 2010
- Paolo Valeri (* 1978), international seit 2011

#### Kasachstan
- Furkat Atazhanov (* 1986), international seit 2017
- Arman Ismuratov, international seit 2019
- Artjyom Kuchin (* 1977), international seit 2007
- Daniyar Sakhi (* 1991), international seit 2017

#### Kosovo
- Visar Kastrati, international seit 2020
- Besfort Kasumi, international seit 2018
- Genc Nuza, international seit 2017

#### Kroatien
- Ivan Bebek (* 1977), international seit 2002
- Fran Jović (* 1984), international seit 2014
- Igor Pajac (* 1985), international seit 2018
- Tihomir Pejin (* 1983), international seit 2014
- Duje Strukan (* 1984), international seit 2017
- Mario Zebec (* 1982), international seit 2016

#### Lettland
- Aleksandrs Anufrijevs (* 1984), international seit 2012
- Aleksandrs Golubevs (* 1981), international seit 2011
- Andris Treimanis (* 1985), international seit 2011

#### Litauen
- Manfredas Lukjančukas (* 1991), international seit 2017
- Gediminas Mažeika (* 1978), international seit 2008
- Donatas Rumšas (* 1988), international seit 2016

#### Luxemburg
- Alain Durieux (* 1985), international seit 2015
- Laurent Kopriwa (* 1983), international seit 2012
- Jasmin Sabotic, international seit 2020

#### Malta
- Matthew de Gabriele, international seit 2019
- Trustin Farrugia Cann (* 1985), international seit 2016
- Alan Mario Sant (* 1980), international seit 2010
- Fyodor Zammit (* 1985), international seit 2016

#### Moldau
- Veaceslav Banari (* 1975), international seit 2002
- Dumitru Muntean (* 1985), international seit 2013
- Alexandru Tean (* 1983), international seit 2014

#### Montenegro
- Nikola Dabanović (* 1981), international seit 2009
- Jovan Kaluđerović (* 1977), international seit 2008
- Milovan Milačić (* 1982), international seit 2018

#### Niederlande
- Serdar Gözübüyük (* 1985), international seit 2012
- Dennis Higler (* 1985), international seit 2017
- Jochem Kamphuis, international seit 2020
- Joey Kooij (* 1991), international seit 2022
- Björn Kuipers (* 1973), international seit 2006
- Allard Lindhout, international seit 2020
- Danny Makkelie (* 1983), international seit 2011
- Bas Nijhuis (* 1977), international seit 2007
- Sander van der Eijk (* 1991), international seit 2022

#### Nordirland
- Keith Kennedy (* 1991), international seit 2017
- Tim Marshall (* 1988), international seit 2015
- Ian McNabb (* 1988), international seit 2017
- Jamie Robinson, international seit 2020

#### Nordmazedonien
- Dejan Jakimovski (* 1985), international seit 2013
- Dimitar Mečkarovski (* 1975), international seit 2008
- Aleksandar Stavrev (* 1977), international seit 2006

#### Norwegen
- Espen Andreas Eskås (* 1988), international seit 2017
- Kristoffer Hagenes (* 1990), international seit 2018
- Tore Hansen (* 1978), international seit 2013
- Sigurd Smehus Kringstad, international seit 2020
- Svein Oddvar Moen (* 1979), international seit 2005
- Rohit Saggi (* 1992), international seit 2018
- Kai Erik Steen (* 1985), international seit 2017

#### Österreich
- Walter Altmann (* 1984), international seit 2020
- Christian-Petru Ciochirca, international seit 2020
- Stefan Ebner, international seit 2023
- Sebastian Gishamer, international seit 2019
- Harald Lechner (* 1982), international seit 2010
- Manuel Schüttengruber (* 1983), international seit 2014
- Julian Weinberger (* 1985), international seit 2018

#### Polen
- Bartosz Frankowski (* 1986), international seit 2014
- Paweł Gil (* 1976), international seit 2009
- Krzysztof Jakubik (* 1983), international seit 2017
- Szymon Marciniak (* 1981), international seit 2011
- Tomasz Musiał (* 1981), international seit 2014
- Paweł Raczkowski (* 1983), international seit 2013
- Daniel Stefański (* 1977), international seit 2013

#### Portugal
- Luís Godinho (* 1985), international seit 2017
- Antonio Emanuel Carvalho Nobre, international seit 2019
- Fábio Veríssimo (* 1982), international seit 2015
- Artur Soares Dias (* 1979), international seit 2010
- Vitor Jorge Fernandes Ferreira, international seit 2020
- Hugo Feirreira, international seit 2013
- Tiago Bruno Lopes Martins (* 1980), international seit 2015
- Manuel Neves (* 1975), international seit 2006
- João Pedro Silva Pinheiro (* 1988), international seit 2016

#### Rumänien
- Ionut Avram (* 1979), international seit 2010
- Marcel Birsan, international seit 2019
- Constantin Coltescu (* 1977), international seit 2006
- Horatiu Fesnic (* 1989), international seit 2017
- Ovidiu Hategan (* 1980), international seit 2008
- István Kovács (* 1984), international seit 2010
- Radu Petrescu (* 1982), international seit 2012

#### Russland
- Wladislaw Besborodow (* 1973), international seit 2009
- Sergei Iwanow (* 1984), international seit 2014
- Alexei Jeskow (* 1978), international seit 2009
- Sergei Karassjow (* 1979), international seit 2010
- Sergei Lapotschkin (* 1981), international seit 2013
- Kirill Lewnikow (* 1984), international seit 2016
- Alexei Matjunin (* 1982), international seit 2017
- Witali Meschkow (* 1983), international seit 2012
- Wladimir Moskaljow, international seit 2019

#### San Marino
- Luca Barbeno (* 1981), international seit 2017

#### Schottland
- John Beaton (* 1982), international seit 2012
- Kevin Clancy (* 1983), international seit 2012
- William Collum (* 1979), international seit 2006
- Bobby Madden (* 1978), international seit 2010
- David Munro, international seit 2020
- Donald Robertson (* 1987), international seit 2017
- Nicolas Walsh (* 1990), international seit 2018

#### Schweden
- Mohammed al-Hakim (* 1985), international seit 2015
- Andreas Ekberg (* 1985), international seit 2013
- Kristoffer Karlsson (* 1984), international seit 2018
- Glenn Nyberg (* 1988), international seit 2016
- Bojan Pandžić (* 1982), international seit 2014
- Kaspar Sjöberg, international seit 2019
- Martin Strömbergsson (* 1977), international seit 2011

#### Schweiz
- Luca Cibelli, international seit 2022
- Alessandro Dudic, international seit 2022
- Lukas Fähndrich, international seit 2020
- Fedayi San (* 1982), international seit 2016
- Sandro Schärer (* 1988), international seit 2015
- Urs Schnyder, international seit 2018
- Lionel Tschudi, international seit 2018

#### Serbien
- Miloš Djordjić, international seit 2019
- Danilo Grujić (* 1980), international seit 2012
- Srđan Jovanović (* 1986), international seit 2015
- Lazar Lukić, international seit 2020
- Novak Simović, international seit 2019

#### Slowakei
- Filip Glova (* 1988), international seit 2016
- Peter Kralović (* 1983), international seit 2012
- Ivan Kružliak (* 1984), international seit 2011
- Boris Marhefka (* 1987), international seit 2016
- Michal Ocenas (* 1991), international seit 2017

#### Slowenien
- Matej Jug (* 1980), international seit 2007
- Nejc Kajtazovic (* 1982), international seit 2018
- Rade Obrenović (* 1990), international seit 2017
- Damir Skomina (* 1976), international seit 2002
- Slavko Vinčić (* 1979), international seit 2010

#### Spanien
- Guillermo Cuadra Fernandez, international seit 2020
- Ricardo de Burgos Bengoetxea (* 1986), international seit 2018
- Carlos del Cerro Grande (* 1976), international seit 2013
- Javier Estrada Fernández (* 1976), international seit 2013
- Jesús Gil Manzano (* 1984), international seit 2014
- Alejandro Hernández Hernández (* 1982), international seit 2014
- Juan Martínez Munuera (* 1982), international seit 2015
- Antonio Mateu Lahoz (* 1977), international seit 2011
- Jose Luis Munuera Montero, international seit 2019
- José María Sánchez Martínez (* 1983), international seit 2017
- César Soto Grado (* 1980), international seit 2022

#### Tschechien
- Petr Ardeleanu (* 1980), international seit 2013
- Pavel Královec (* 1977), international seit 2005
- Pavel Orel (* 1988), international seit 2016
- Ondrej Pechanec, international seit 2019
- Pavel Rejzek, international seit 2020
- Miroslav Zelinka (* 1981), international seit 2011

#### Türkei
- Cüneyt Çakır (* 1976), international seit 2006
- Hüseyin Göçek (* 1976), international seit 2008
- Mete Kalkavan (* 1979), international seit 2013
- Arda Kardesler, international seit 2020
- Halil Umut Meler (* 1986), international seit 2017
- Halis Özkahya (* 1980), international seit 2009
- Ali Palabıyık (* 1981), international seit 2015

#### Ukraine
- Ievgenii Aranowskyj (* 1976), international seit 2011
- Mykola Balakin (* 1989), international seit 2017
- Serhij Bojko (* 1977), international seit 2011
- Viktor Kopiievskyi, international seit 2020
- Jaroslaw Kosyk (* 1980), international seit 2013
- Witalij Romanow (* 1980), international seit 2007
- Denys Schurman (* 1986), international seit 2018

#### Ungarn
- Balázs Berke, international seit 2019
- Tamás Bognár (* 1978), international seit 2009
- Ádám Farkas (* 1982), international seit 2015
- Ferenc Karakó (* 1983), international seit 2016
- Viktor Kassai (* 1975), international seit 2002
- István Vad (* 1979), international seit 2007

#### Wales
- Iwan Arwel Griffith (* 1988), international seit 2017
- Robert Jenkins, international seit 2019
- Bryan Markham-Jones (* 1986), international seit 2013

#### Zypern
- Timotheos Christofi (* 1987), international seit 2018
- Vasilis Dimitriou (* 1977), international seit 2002
- Nikolas Neokleous, international seit 2019
- Loukas Sotiriou, international seit 2019

## Frauen

### Asian Football Confederation(AFC)

#### Afghanistan
- Yasmin Haidari, international seit 2015

#### Australien
- Rebecca Durcau (* 1988), international seit 2017
- Kate Jacewicz (* 1985), international seit 2011
- Lara Lee, international seit 2019
- Casey Reibelt (* 1988), international seit 2014

#### Bangladesch
- Jaya Chakma, international seit 2020

#### Bhutan
- Choki Om, international seit 2017

#### China
- Dong Fangyu, international seit 2021
- Xinxin Chang (* 1987), international seit 2018
- Mi Siyu (* 1989), international seit 2017
- Qin Liang (* 1979), international seit 2010
- Yu Hong (* 1988), international seit 2017

#### Hongkong
- Law Bik Chi (* 1984), international seit 2013

#### Indien
- Kanika Barman, international seit 2020
- Ranjita Devi Tekcham (* 1985), international seit 2018

#### Iran
- Masha Ghorbani (* 1989), international seit 2017
- Saltanat Norouzi (* 1979), international seit 2010
- Mahnaz Zokaee (* 1989), international seit 2018

#### Japan
- Fusako Kajiyama (* 1977), international seit 2011
- Haruna Kanematsu, international seit 2019
- Asaka Koizumi, international seit 2017
- Yoshimi Yamashita (* 1986), international seit 2015

#### Jordanien
- Esraa Almbaiden, international seit 2019
- Haneen Murad (* 1995), international seit 2021

#### Kambodscha
- Plong Pichakara, international seit 2022

#### Kirgisistan
- Weronika Bernazkaja, international seit 2018

#### Libanon
- Doumouh al-Bakkar (* 1990), international seit 2016

#### Malaysia
- Rita Gani (* 1977), international seit 2005

#### Myanmar
- Aye Thein (* 1982), international seit 2008
- Cho Aung Seinn (* 1985), international seit 2011
- Khwa Nyo Thin (* 1987), international seit 2016

#### Nepal
- Asmita Manandhar (* 1984), international seit 2011

#### Nordkorea
- Jon Sol-mi (* 1991), international seit 2017
- Jong Yu-ri, international seit 2020
- Kim Gyong-wi, international seit 2020
- Pak Un-Jong (* 1987), international seit 2018

#### Philippinen
- Jhesa Mae Kaatz (* 1992), international seit 2018

#### Singapur
- Abirami Apbai Naidu (* 1983), international seit 2009

#### Sri Lanka
- Loshini Karunara Kadangoda Gamaladdalage, international seit 2020

#### Südkorea
- Cha Minji (* 1989), international seit 2018
- Kim Yu-jeong (* 1989), international seit 2018
- Oh Hyeon-jeong (* 1988), international seit 2015
- Park Sejin, international seit 2019

#### Tadschikistan
- Nodira Mirzoeva, international seit 2020

#### Taiwan
- Lee Yi-chi (* 1984), international seit 2015
- Wang Chieh (* 1985), international seit 2018

#### Thailand
- Pansa Chaisanit (* 1989), international seit 2017
- Sunita Thongthawin (* 1990), international seit 2018

#### Usbekistan
- Edita Mirabidova (* 1984), international seit 2008
- Anna Sidorova (* 1984), international seit 2013

#### Vereinigte Arabische Emirate
- Najat Hassan Mohamed Hassan Alblooshi, international seit 2017

#### Vietnam
- Bùi Thị Thu Trang (* 1986), international seit 2016
- Cong Thi Dung (* 1981), international seit 2005
- Lê Thị Ly (* 1993), international seit 2019

### Confédération Africaine de Football(CAF)

#### Ägypten
- Shahenda Saad Ali Elmaghrabi, international seit 2017
- Noura Samir Hamed Elsayed, international seit 2018

#### Algerien
- Lamia Atman, international seit 2018
- Ghada Mehat, international seit 2022

#### Angola
- Tania Duarte (* 1986), international seit 2012

#### Äquatorialguinea
- Beata Constancia Angue Ona, international seit 2020

#### Äthiopien
- Lidya Tafesse Abebe (* 1980), international seit 2005
- Tsehaynesh Abebe, international seit 2018
- Medab Wonedmu, international seit 2020
- Asnakech Gebire, international seit 2018

#### Benin
- Zongbossi Beatrice Gouchoedou, international seit 2017
- Aurore Ligan (* 1984), international seit 2012
- Kayode Laurande Offin, international seit 2018

#### Botswana
- Itumeleng Methikga, international seit 2020
- Seonyatseng Joyce Tshephe, international seit 2021

#### Burkina Faso
- Awa Alphonsine Ornella Ilboudo, international seit 2022
- Jacqueline Nikiema, international seit 2019

#### Burundi
- Suavis Iratunga, international seit 2014
- Darlene Nduwayo, international seit 2016

#### DR Kongo
- Carine Ayom Ampur, international seit 2018
- Bijou Mayinga Mbimba, international seit 2017
- Vanessa Sifa Basseme, international seit 2020

#### Elfenbeinküste
- Zomadre Kore, international seit 2013
- Fatoumata Manaza Kader Kra, international seit 2017

#### Eritrea
- Suzana Semere Yohannes, international seit 2020

#### Eswatini
- Tencwala Soko, international seit 2019
- Letticia Viana (* 1985), international seit 2015

#### Gabun
- Anaelle Valerie Omanda, international seit 2017

#### Gambia
- Ngum Fatou, international seit 2018
- Isatou Touray (* 1986), international seit 2015

#### Ghana
- Delight Alorbu (* 1983), international seit 2012
- Joyce Appiah (* 1984), international seit 2014
- Juliet Appiah, international seit 2018
- Theresa Bremansu (* 1985), international seit 2010

#### Guinea
- Aissatou Kante, international seit 2020
- Felicite Kourouma, international seit 2019

#### Kamerun
- Maria Goretti Diangha, international seit 2018
- Thérèse Neguel (* 1981), international seit 2006
- Marie Josephine Ngo Biem, international seit 2017
- Thérèse Nteme (* 1978), international seit 2006

#### Kap Verde
- Ana Maria Fernandes Lopes, international seit 2020

#### Kenia
- Agnetta Napangor, international seit 2011
- Carolyne Wanjala (* 1987), international seit 2015

#### Kongo
- Chancelle Ngakosso (* 1987), international seit 2014
- Agnes Ngoma (* 1988), international seit 2016

#### Lesotho
- Mathabo Maria Kolokotoane (* 1986), international seit 2014
- Nteboheleng Theresia Setoko, international seit 2014

#### Liberia
- Sylvina Garnett Welma, international seit 2019

#### Madagaskar
- Dominique Rosa Hanjavola, international seit 2019
- Rosalie Rosalie (* 1983), international seit 2014

#### Malawi
- Eness Gumbo, international seit 2020
- Mercy Kayira, international seit 2020

#### Mali
- Teneba Bagayoko, international seit 2017
- Aissata Diarra (* 1988), international seit 2015
- Rokiatou Ibrahima Fofana, international seit 2020

#### Marokko
- Fatima Zahra el-Ajjani (* 1982), international seit 2016
- Bouchra Karboubi (* 1987), international seit 2016
- Sabah Sadir, international seit 2020

#### Mauretanien
- Aissata Boudy Lam, international seit 2019

#### Mauritius
- Maria Rivet (* 1984), international seit 2013

#### Mosambik
- Ema Novo (* 1984), international seit 2013

#### Namibia
- Eveline Lungameni Augistinus, international seit 2020
- Vistoria Nuusiku Shangula, international seit 2018
- Antsino Twanyanyukwa Ndemugwanitha, international seit 2019

#### Niger
- Nafissa Sani Iro, international seit 2019
- Zouwaira Souley Sani, international seit 2019

#### Nigeria
- Hannah Elaigwe, international seit 2017
- Ajayi Foluso (* 1980), international seit 2010
- Patience Ndidi Madu, international seit 2018
- Alaba Olufunmilayo Abigael, international seit 2020

#### Ruanda
- Salima Mukansanga (* 1986), international seit 2012
- Aline Umutoni, international seit 2017

#### Sambia
- Patience Natalie Mumba, international seit 2019
- Gloria Sambumba, international seit 2020

#### Senegal
- Maimouna Danfakha (* 1986), international seit 2015
- Mame Coumba Faye, international seit 2017
- Fatou Thioune (* 1985), international seit 2013

#### Simbabwe
- Mercy Chipo Mayimbo, international seit 2018
- Thanks Nyahuye (* 1986), international seit 2015

#### Südafrika
- Akhona Zennith Makalima (* 1988), international seit 2014
- Euzen Delite Mokoena, international seit 2020
- Lindiwe Thwala, international seit 2017

#### Sudan
- Alaa Ali Abdelssmad Alhaj, international seit 2014
- Khadmallah Elshayeb Angato Koko (* 1987), international seit 2015

#### Tansania
- Florentina Zabron Chief (* 1980), international seit 2015
- Jonesia Rukyaa Kabakama (* 1989), international seit 2015

#### Togo
- Vincentia Amedome (* 1981), international seit 2015
- Edoh Kindedji, international seit 2019

#### Tschad
- Oumarou Aicha Bit, international seit 2020
- Lamngar Lare (* 1986), international seit 2010

#### Tunesien
- Hedia Amara, international seit 2018
- Asma Chouchane, international seit 2020
- Dorsaf Ganouati (* 1984), international seit 2015

#### Uganda
- Diana Murungi, international seit 2019
- Shamirah Nabadda, international seit 2018

### Confederation of North, Central America and Caribbean Association Football(CONCACAF)

#### Antigua und Barbuda
- Iola Simmons (* 1984), international seit 2013

#### Costa Rica
- Marianela Araya Cruz (* 1988), international seit 2014
- Rebeca Mora, international seit 2011

#### El Salvador
- Sandra Lilian Benítez Arteaga (* 1988), international seit 2015
- Cibeles Miranda (* 1988), international seit 2014

#### Guatemala
- Astrid Azucena Gramajo Ramirez, international seit 2017
- Carol Berally Oliva Torres (* 1990), international seit 2016

#### Guyana
- Maurees Skeete (* 1980), international seit 2014

#### Haiti
- Judith Ambroise, international seit 2014
- Ronide Henrius, international seit 2018
- Joanne Monestime (* 1988), international seit 2014

#### Honduras
- Melissa Borjas (* 1986), international seit 2013
- Karitza Yissel Guerra Flores (* 1989), international seit 2015

#### Jamaika
- Odette Hamilton, international seit 2017

#### Kanada
- Marie-Soleil Beaudoin (* 1982), international seit 2014
- Carol Anne Chenard (* 1977), international seit 2006
- Sheena Dickson (* 1982), international seit 2013
- Myriam Marcotte (* 1992), international seit 2019

#### Kuba
- Suleimy Linares Saez, international seit 2017

#### Mexiko
- Katia Itzel Garcia Mendoza, international seit 2019
- Francia González (* 1986), international seit 2013
- Priscila Eritzel Perez Borja, international seit 2019
- Lucila Venegas (* 1981), international seit 2008

#### Nicaragua
- Tatiana Guzmán (* 1987), international seit 2014
- Marjorie Lisset Ponce Lopez, international seit 2019

#### Puerto Rico
- Janeishka Caban, international seit 2023

#### Trinidad und Tobago
- Cecile Hinds (* 1987), international seit 2013
- Crystal Sobers (* 1988), international seit 2015

#### Vereinigte Staaten
- Karen Abt (* 1983), international seit 2016
- Danielle Chesky, international seit 2020
- Ekaterina Koroleva (* 1987), international seit 2014

### Confederação Sul-Americana de Futebol(CONMEBOL)

#### Argentinien
- Adriana Antonella Alvarez de Olivera, international seit 2022
- Gabriela Elizabeth Coronel, international seit 2021
- Roberta Echeverria, international seit 2020
- Laura Fortunato (* 1985), international seit 2010
- Salomé di Iorio (* 1980), international seit 2004

#### Bolivien
- Sirley Cornejo (* 1979), international seit 2005
- Adriana Farfan Herbas, international seit 2018
- Jhanet Gimena Portugal Panuni, international seit 2020
- Alejandra Quisbert Iriondo, international seit 2021

#### Brasilien
- Edina Alves Batista (* 1980), international seit 2016
- Rejane Caetano da Silva, international seit 2017
- Deborah Cecilia Cruz Correira, international seit 2017
- Thayslane de Melo Costa, international seit 2019
- Daiane Muniz, international seit 2018
- Andreza Helena Siqueira, international seit 2022
- Charly Wendy Straud Deretti, international seit 2020

#### Chile
- María Carvajal (* 1983), international seit 2007
- Montserrat Carolina Maturana Arqueros, international seit 2019
- Dione Stephania Rissios Duran (* 1990), international seit 2016
- Madelaine Alejandra Rojas Hormazabal, international seit 2020

#### Ecuador
- Susana Corella (* 1983), international seit 2013
- María Cornejo (* 1984), international seit 2012
- Alba Verónica Saldarriaga Mera (* 1986), international seit 2015

#### Kolumbien
- Jenny Arias Parga (* 1981), international seit 2016
- Vanessa Mercedes Ceballos Pinto, international seit 2017
- María Victoria Daza Ortiz (* 1986), international seit 2014
- Viviana Muñoz (* 1985), international seit 2011

#### Paraguay
- Helena Nathalia Cantero Villasboa, international seit 2017
- Carmen Analia Gomez Acuna, international seit 2020
- Zulma Quiñonez (* 1986), international seit 2012
- Angelina Marivel Rodas Almiron, international seit 2018

#### Peru
- Milagros Nataly Arruela Patino, international seit 2019
- Melany Bermejo (* 1978), international seit 2007
- Elizabeth Tintaya Benites (* 1989), international seit 2016
- Priscila Vásquez Luque (* 1990), international seit 2016

#### Uruguay
- Anahi Fernandez Hernandez, international seit 2020
- Nadia Noelia Fuques Blanco (* 1988), international seit 2014
- Silvia Giselle Rios Ribeiro, international seit 2017
- Claudia Umpiérrez (* 1983), international seit 2010

#### Venezuela
- Emikar Virginia Calderas Barrera (* 1990), international seit 2016
- Yercinia Correa (* 1979), international seit 2007
- Isley Delgado (* 1982), international seit 2011
- Maria Eugenia Herran Sosa, international seit 2019

### Oceania Football Confederation(OFC)

#### Neuseeland
- Nadia Browning, international seit 2013
- Anna-Marie Keighley (* 1982), international seit 2010

#### Tonga
- Tapaita Lelenga (* 1988), international seit 2015

### Union of European Football Associations(UEFA)

#### Albanien
- Mirela Cemeri, international seit 2022
- Emanuela Rusta, international seit 2019

#### Armenien
- Araksya Saribekyan, international seit 2009
- Sofik Torosyan, international seit 2020

#### Aserbaidschan
- Farida Lutfaliyeva, international seit 2014

#### Belarus
- Wolha Blotskaya (* 1989), international seit 2015
- Maryia Buiko, international seit 2022

#### Belgien
- Viki de Cremer, international seit 2017
- Caroline Lanssens, international seit 2022
- Jana van Laere, international seit 2023

#### Bosnien und Herzegowina
- Merima Celik, international seit 2017
- Tanja Racic, international seit 2017

#### Bulgarien
- Galija Etschewa (* 1988), international seit 2014
- Kristina Georgieva, international seit 2021
- Christijana Gutewa, international seit 2017

#### Dänemark
- Frida Klarlund (* 1989), international seit 2015

#### Deutschland
- Riem Hussein (* 1980), international seit 2009
- Fabienne Michel (* 1994), international seit 2022
- Angelika Söder (* 1989), international seit 2015
- Karoline Wacker (* 1991), international seit 2017
- Franziska Wildfeuer (* 1993), international seit 2021

#### England
- Abigail Byrne, international seit 2019
- Kirsty Dowle, international seit 2020
- Stacey Pearson, international seit 2020

#### Estland
- Reelika Turi (* 1989), international seit 2015
- Triinu Vaher, international seit 2017

#### Finnland
- Ifeoma Kulmala (* 1988), international seit 2014
- Lina Lehtovaara (* 1981), international seit 2009

#### Frankreich
- Victoria Beyer (* 1991), international seit 2018
- Alexandra Collin (* 1994), international seit 2021
- Stéphanie Frappart (* 1983), international seit 2009
- Maika Vanderstichel (* 1994), international seit 2020

#### Griechenland
- Eleni Antoniou (* 1985), international seit 2014
- Alexandra Deligianni, international seit 2020
- Thalia Mitsi (* 1980), international seit 2016

#### Irland
- Paula Brady (* 1975), international seit 2008

#### Island
- Briet Bragadottir, international seit 2018

#### Israel
- Meitar Shemesh (* 1990), international seit 2016

#### Italien
- Deborah Bianchi (* 1992), international seit 2022
- Maria Sole Ferrieri Caputi, international seit 2019
- Silvia Gasperotti (* 1993), international seit 2022
- Maria Marotta (* 1984), international seit 2016
- Martina Molinaro (* 1994), international seit 2022

#### Kasachstan
- Elwira Nurmustafina (* 1985), international seit 2010
- Tatyana Sorokopudova, international seit 2019

#### Kroatien
- Sabina Bolić (* 1989), international seit 2016
- Vesna Budimir (* 1983), international seit 2009
- Ivana Martinčić (* 1985), international seit 2014
- Jelena Pejković, international seit 2018

#### Lettland
- Jelena Jermolajeva, international seit 2014
- Viola Raudziņa (* 1985), international seit 2008

#### Litauen
- Rasa Imanalijeva, international seit 2017
- Justina Lavrenovaitė-Perez (* 1984), international seit 2014
- Jurgita Mačikunytė (* 1984), international seit 2008

#### Moldau
- Natalia Clipca, international seit 2020
- Oxana Cruc, international seit 2020

#### Niederlande
- Lizzy van der Helm, international seit 2018
- Marisca Overtoom, international seit 2021
- Vivian Peeters (* 1981), international seit 2005
- Shona Shukrula, international seit 2017

#### Nordirland
- Louise Thompson, international seit 2020

#### Nordmazedonien
- Ivana Projkovska (* 1986), international seit 2012
- Irena Velevačkovska (* 1988), international seit 2014

#### Norwegen
- Emilie Rodahl Dokset, international seit 2018
- Henrikke Nervik (* 1988), international seit 2014
- Sarah Fatemeh Zangeneh, international seit 2019

#### Österreich
- Maria Ennsgraber, international seit 2022
- Olivia Tschon, international seit 2020
- Marina Zechner, international seit 2019

#### Polen
- Ewa Augustyn (* 1989), international seit 2015
- Michalina Diakow, international seit 2019
- Katarzyna Lisiecka-Sęk (* 1986), international seit 2015
- Monika Mularczyk (* 1980), international seit 2008

#### Portugal
- Sandra Braz (* 1978), international seit 2004
- Catarina Ferreira, international seit 2018
- Teresa Alice Pimenta Oliveira, international seit 2020
- Silvia Rosa (* 1982), international seit 2012

#### Rumänien
- Iuliana Demetrescu (* 1990), international seit 2016
- Ionela Peşu, international seit 2018
- Ana Maria Terteleac, international seit 2020
- Cristina Trandafir, international seit 2010

#### Russland
- Marina Krupskaya, international seit 2018
- Wera Opeikina, international seit 2015
- Alexandra Ponomarjowa, international seit 2016
- Anastassija Pustowoitowa, international seit 2009

#### Schottland
- Lorraine Watson, international seit 2010

#### Schweden
- Pernilla Larsson (* 1976), international seit 2010
- Tess Olofsson (* 1988), international seit 2015
- Sara Persson (* 1976), international seit 2011
- Laura Rapp, international seit 2018

#### Schweiz
- Simona Ghisletta (* 1975), international seit 2010
- Désirée Grundbacher (* 1983), international seit 2012
- Michèle Schmölzer (* 1991), international seit 2019
- Esther Staubli (* 1979), international seit 2005

#### Serbien
- Jelena Cvetković, international seit 2019
- Jelena Medjedović, international seit 2020
- Marina Visnjić, international seit 2017

#### Slowakei
- Miriama Matulová, international seit 2020
- Petra Pavliková (* 1981), international seit 2007
- Zuzana Štrpková (* 1985), international seit 2011

#### Slowenien
- Aleksandra Česen (* 1987), international seit 2014
- Tanja Subotič (* 1977), international seit 2005

#### Spanien
- Ainara Acevedo Dudley (* 1990), international seit 2018
- Marta Frías Acedo (* 1980), international seit 2012
- Zulema González González (* 1992), international seit 2019
- Marta Huerta de Aza (* 1990), international seit 2016
- María Dolores Martínez Madrona (* 1986), international seit 2017
- Olatz Rivera Olmedo (* 1996), international seit 2022

#### Tschechien
- Jana Adámková (* 1978), international seit 2007
- Veronika Kovarová, international seit 2018
- Lucie Sulcová, international seit 2017
- Olga Zadinová (* 1985), international seit 2011

#### Türkei
- Neslihan Muratdağı (* 1988), international seit 2015
- Melis Özçiğdem (* 1982), international seit 2013
- Cansu Tiryaki, international seit 2018

#### Ukraine
- Kateryna Monsul (* 1981), international seit 2004
- Anastasija Romanjuk (* 1984), international seit 2015
- Ljudmyla Telbuch (* 1988), international seit 2014
- Kateryna Usova, international seit 2017

#### Ungarn
- Katalin Kulcsár (* 1984), international seit 2004
- Katalin Sipos, international seit 2019
- Eszter Urbán (* 1984), international seit 2010

#### Wales
- Cheryl Foster (* 1980), international seit 2016

#### Zypern
- Ioanna Allayiotou, international seit 2019
- Chryso Georgiou (* 1987), international seit 2015